# Revigliasco d'Asti
Revigliasco d'Asti là một đô thị ở tỉnh Asti vùng Piedmont thuộc Ý, nằm ở vị trí cách khoảng 45 km về phía đông nam của Torino và khoảng 6 km về phía tây nam của Asti. Tại thời điểm ngày 31 tháng 12 năm 2004, đô thị này có dân số 865 người và diện tích là 8,9 km².
Revigliasco d'Asti giáp các đô thị: Antignano, Asti, Celle Enomondo và Isola d'Asti.